# Paphia stenantha
Paphia stenantha är en ljungväxtart som beskrevs av Schlechter. Paphia stenantha ingår i släktet Paphia och familjen ljungväxter. Inga underarter finns listade i Catalogue of Life.